# Antsahavaribe (Sambava)
Antsahavaribe is een plaats en commune in het noorden van Madagaskar, behorend tot het district Sambava dat gelegen is in de regio Sava. Tijdens een volkstelling in 2001 telde de plaats 17.000 inwoners.
De plaats biedt alleen lager onderwijs aan. 90% van de bevolking werkt er als landbouwer en 8% doet aan veeteelt. Het belangrijkste landbouwproduct is vanille, andere belangrijke producten zijn koffie, maniok en rijst. Verder is 2% actief in de dienstensector.